# エウオプロケファルス
エウオプロケファルス (学名 Euoplocephalus) は、中生代後期白亜紀カンパニア期からマーストリヒト期 (7,600万年前 - 7,000万年前)に北アメリカ北西部（アルバータ州、モンタナ州）に生息した体長6メートルから7メートル、体重2トンから3トンの草食恐竜の属である。名前の意味は「立派な装甲を付けた頭」で、全身が装甲に覆われた曲竜下目の一属である。和名では「ユーオプロケファルス」と英語発音で呼ばれることもある。

## 特徴
曲竜類の中でも最大級の属であり、また最も研究が進んでいる。15体分の頭蓋骨、複数の歯、および1個体の装甲がまだ付いた状態で発見されたほとんど完全な骨格の標本が報告されている。また発掘例の中では尾の棍棒が最も多い。
尾の先には、骨質の塊でできた棍棒がある。この特徴により、アンキロサウルス科に分類される。しかし、科を代表するアンキロサウルスは発掘例が少なく不明な点が多いため、アンキロサウルス科の特徴とされるもののほとんどはこの属に基づいている。棍棒はティラノサウルスなどの天敵に対して強力な武器になったと考えられているが、見た目の抑止力や種属内でのディスプレイであった可能性も高い。頸部や背面は帯状の骨板で覆われ、背中には多数の骨質のスパイクが突き出ていた。
広いくちばし状の口を持つが歯は小さく、柔らかい植物を食べていたと考えられている。またエウオプロケファルスやアンキロサウルスなどの北米産のアンキロサウルス科は幅広く、寸胴のタンクのような腹部を持ち、口で刈り込んだ食物を発酵させることによって消化していたのではないかと推測されている。四肢は短いが後ろ足の方が長く、また足跡の化石からは見た目から想像するほど鈍足の生き物ではなかったことがわかっている。

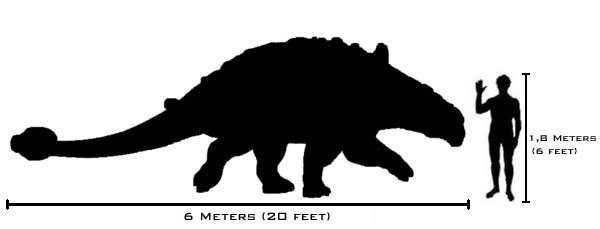
ヒトとの大きさ比較
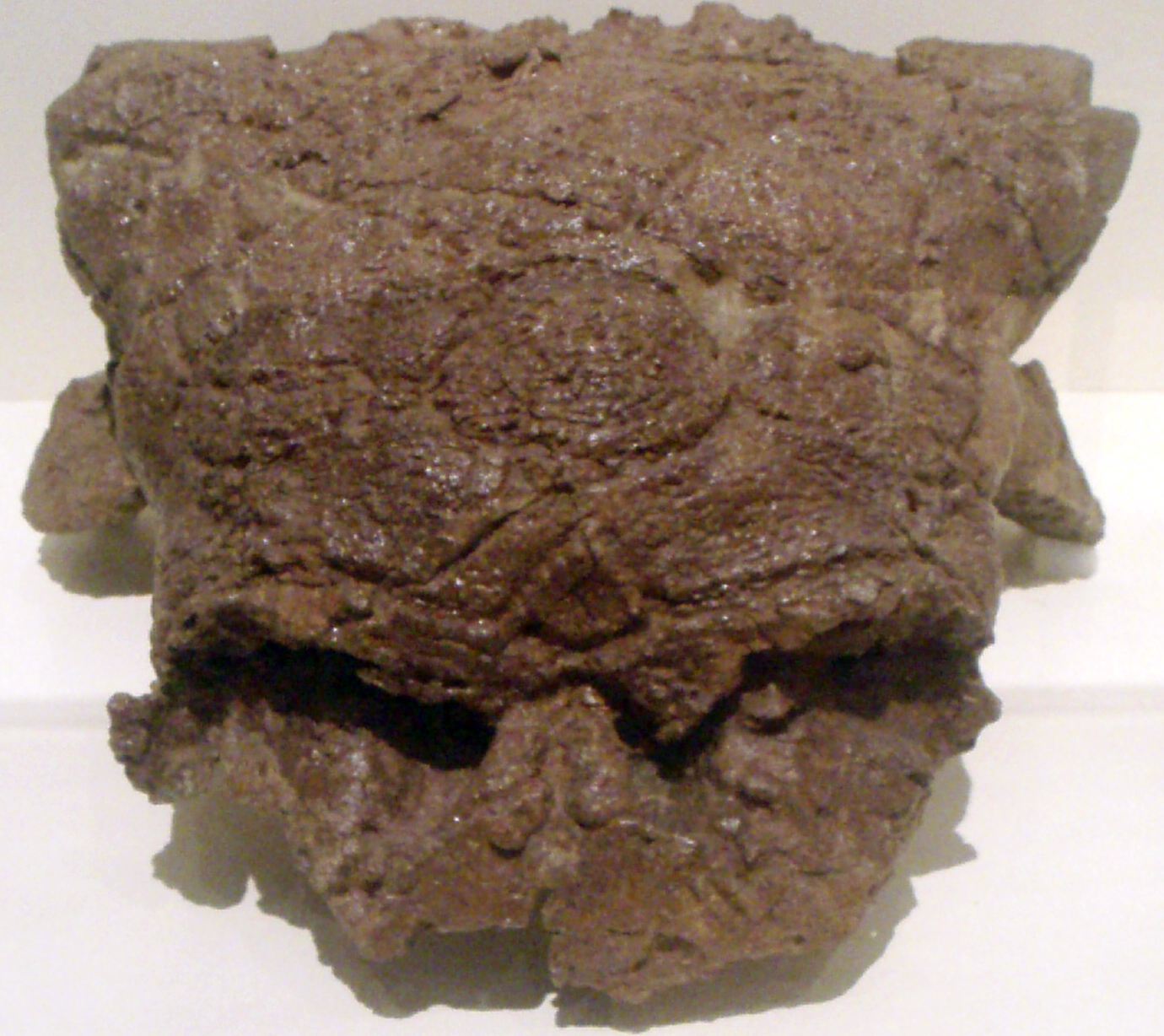
頭骨
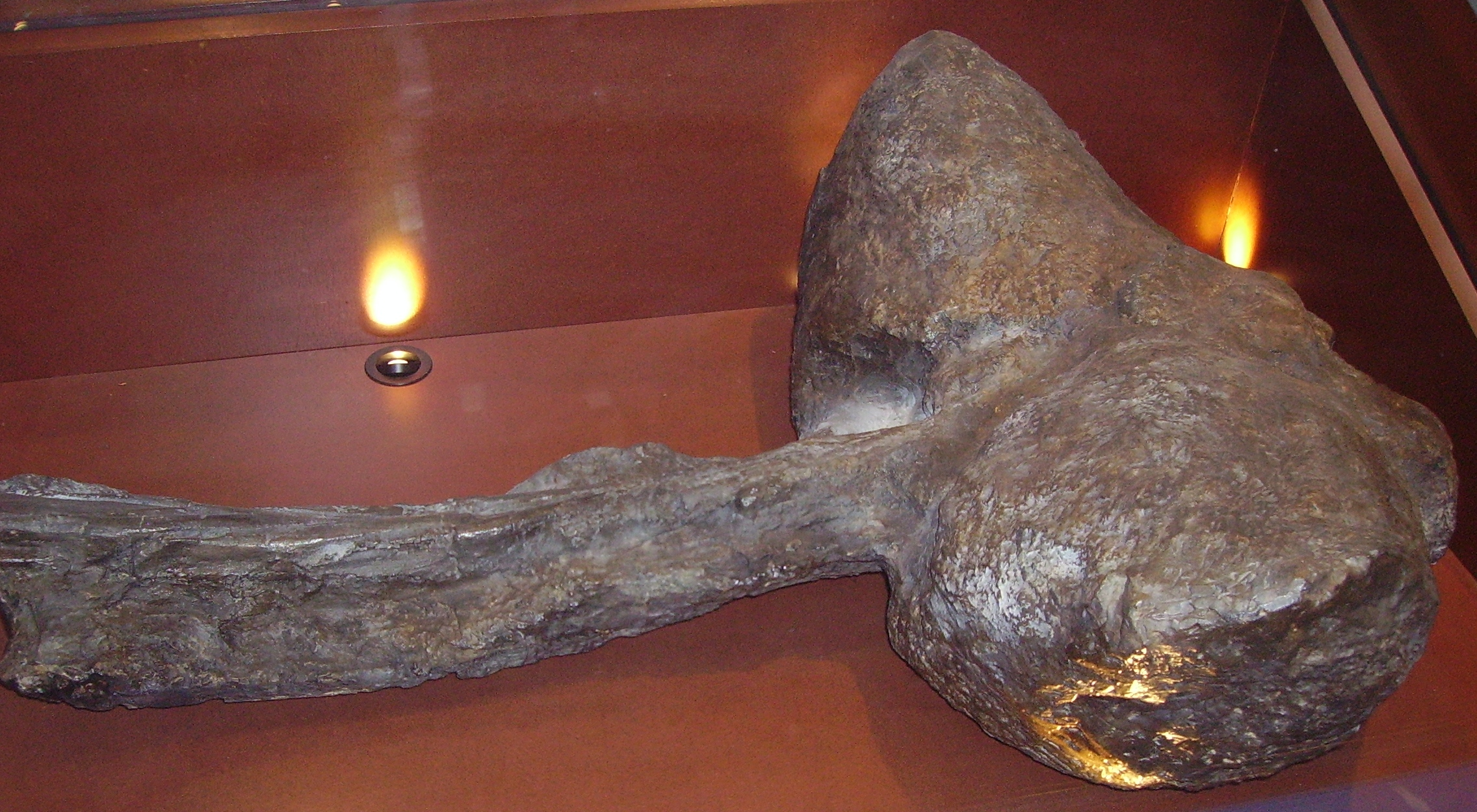
棍棒状の尾の先端。ロンドン自然史博物館蔵。

## 発見の歴史と分類
1902年、古生物学者ローレンス・モリス・ランベにより最初の標本（模式標本）が発見され、学名として Stereocephalus （ステレオケファルス）を提案されたが、その名前は既に昆虫の学名に使用されていたため、1910年、Euoplocephalus に変更された。 この新しい学名は10報以上の正式な科学文献にスペルミスによる誤った方法で記載されている。 またエウオプロケファルスはかつて一度アンキロサウルスと同属であると考えられたこともある。 
模式種がエウオプロケファルス・トゥトゥス (E.tutus)、2番目の種がエウオプロケファルス・アクトスクアメウス (E.acutosquameus) である。
E.acutosquameus は、元々1924年にウィリアム・パークスによって発見されディオプロサウルス(Dyoplosaurus) と命名されたものである。 また、かつて尾の棍棒にとげを持つ姿で復元されたスコロサウルス (Scolosaurus) はとげの位置の復元が間違っており、実際はエウオプロケファルスであったことが指摘されたが、2013年にディオプロサウルス、アノドントサウルスと共にエウオプロケファルスとは異なる属として改めて記載された。また、現在タルキア属 (Tarchia) とアンキロサウルス属とされている標本の中にはエウオプロケファルスの種が含まれていると考えられている。
エウオプロケファルスの化石は40人以上によってカナダ、アルバータ州および、アメリカ、モンタナ州で発見されている。